# Vladimir Dimitrov-Majstora
Vladimir Dimitrov-Majstora (1. únor 1882, Floros – 24. září 1960, Sofie) byl bulharský malíř.
Narodil se v rodině uprchlíků z Makedonie. Jeho rodina se v roce 1889 přestěhovala do Kjustendilu. Díky dobrovolné finanční sbírce spoluobčanů mohl jít studovat do Sofie, na Umělecko-průmyslovou školu (dnes Umělecká akademie) u zkušených bulharských umělců. V první etapě tvorby maloval zejména portréty známých Bulharů a krajiny. Balkánských válek a první světové války se zúčastnil jako člen Rilské divize Bulharské armády, přičemž v celé sérii obrazů vylíčil účast Bulharů v těchto válkách, jakož i život na frontě.
V poválečných letech se profiloval jako umělec odmítající akademičnost ve výtvarném umění. Roku 1922 vystavoval obrazy z cyklu Žeň. Rok 1923 strávil v Itálii. V letech 1924–1951 se natrvalo usadil v kjustendilské vesnici Šiškovec. Během tohoto období maloval zejména lidi a přírodu kjustendilského kraje.
Zemřel v roce 1960 v Sofii.